# Aït-ben-Haddou

Aït-ben-Haddou (arabă  آيت بن حدو) este un ksar (Ighrem în berberă) din Maroc aflat pe lista Patrimoniului Mondial UNESCO, în provincia Ouarzazate. Este o parte a localității Ait Zineb1.

## Localizare
Aït-ben-Haddou este situat în Valea Ounila, la sud de Télouet, bastionul lui Glaoui, vale care era un loc de trecere tradițional al caravanelor care leagă Marrakech spre sudul Saharei.

## Descriere
Acesta este un exemplu grăitor al arhitecturii tradiționale din sudul Marocului, pe marginea unui deal în vârful căreia se regăsea un agadâr.
Satul este ca un ansamblu de clădiri de pământ înconjurate de ziduri, ksarul, care este un habitat tradițional pre-saharian. Casele se grupează în interiorul zidurilor sale de apărare întărite cu turnuri de colț. Unele dintre casele sale par castele mici, cu turnurile lor înalte, decorate cu motive de cărămidă din noroi. Cele mai vechi clădiri datează din secolul al XVII-lea. Situl a fost de altfel unul dintre multele puncte de vânzare pe traseul comercial care lega Africa sahariană de Marrakech - încă se poate observa un fondouk (caravanserai).
În jurul acestui douar sunt grupate câteva sate. Toți au fost atrași de un râu care traversează o vale. Locuitorii acestor douare sunt, în mare majoritate, nomazi berberi care au ales apoi, din diferite motive, sedentarismul.

## Patrimoniul mondial
Ksarul Aït-ben-Haddou este înregistrat pe lista Patrimoniului Mondial UNESCO din anul 1987. În timpul protectoratului francez acesta a fost numit „Mont Saint-Michel al poporului chleuhs“.

## Platou de filmare
Mai multe filme au fost turnare aici, printre care:
- Lawrence al Arabiei (1962)
- Sodoma și Gomora (1962)
- Omul care voia să fie rege (1975)
- Mesajul (1976)
- Isus din Nazaret (1977)
- Bandiți, bandiți (1981)
- Giuvaerul Nilului (1985)
- The Living Daylights (1987)
- Ultima ispită a lui Isus (1988)
- Un ceai în Sahara (1990)
- Kundun (1997)
- Mumia (1999)
- Gladiatorul (2000)
- Alexandre (2004)
- Babel (2006)
- Prințul Persiei: Nisipurile timpului (2010)
- Urzeala tronurilor (sezonul 3: 2013)